# John Herman Bruins
John Herman Bruins (ur. 5 maja 1896 w Coopersville, Michigan, zm. 26 grudnia 1954 w Bethesda, stan Maryland) – amerykański funkcjonariusz wywiadu wojskowego, urzędnik konsularny i dyplomata.

## Życiorys
Ukończył Hamilton College w Clinton, stan Nowy Jork, w 1918. W okresie I wojny światowej służył w wywiadzie wojskowym USA (1918–1919); działania zakończył w stopniu ppor.. Pracował jako analityk zdolności kredytowej (1919-1923).
W 1923 wstąpił do Służby Zagranicznej USA – pełnił funkcję wicekonsula w Rydze (1924-1926), wicekonsula/konsula w Singapurze (1926-1929), konsula w Southampton (1929-1931), Hamburgu (1931-1933), Gdańsku (1934), Hamburgu (1934), Pradze (1934–1939), Hongkongu i Makau (1939–1941), pracownika Departamentu Stanu (1942-1944), pierwszego sekretarza ambasady USA przy rządzie Czechosłowacji z siedzibą w Londynie (1944–1945), radcy w Pradze (1946-1948), I sekr./radcy w Londynie (1949-1950), radcy poselstwa w Bejrucie (1951-1952). Zmarł w Centrum Medycznym Marynarki w Bethesda (Bethesda Naval Medical Center). Pochowany na cmentarzu Arlington pod Waszyngtonem.